# Carré Curial
 (mars 2020).
Si vous disposez d'ouvrages ou d'articles de référence ou si vous connaissez des sites web de qualité traitant du thème abordé ici, merci de compléter l'article en donnant les références utiles à sa vérifiabilité et en les liant à la section « Notes et références ».
Le Carré Curial est un ensemble architectural s'intégrant dans un quartier à vocation culturelle dans la commune française de Chambéry, dans le département de la Savoie.
Autrefois à vocation militaire, ce lieu constitue aujourd'hui une des grandes places de la vie culturelle et étudiante de Chambéry via notamment la scène nationale Espace Malraux et la bibliothèque municipale.

## Historique
À la fin du XVIIIe siècle, Chambéry conserve son aspect de ville médiévale, enfermée dans ses remparts. L'administration sarde se terre dans le château ducal. En 1789, la Révolution éclate et, en 1792, les troupes révolutionnaires françaises entrent dans Chambéry et la Savoie devient le département du Mont-Blanc. Chambéry prend alors une importance militaire stratégique en tant que point de passage quasi obligé pour aller en Italie. Les nécessités de loger les soldats et d'assurer le ravitaillement des troupes envoyées en Italie provoque la construction d'une caserne sur l'emplacement de l'ancien couvent des Ursulines devenu bien national. La caserne est édifiée entre 1801 et 1805. C'est à cet emplacement que se trouve aujourd'hui le Carré Curial. 
La caserne présente alors un caractère fermé, qui traduit la méfiance des architectes militaires envers la population savoyarde nouvellement intégrée à la France (1792)[réf. nécessaire]. Organisée en carré replié sur une vaste cour d'exercices, la caserne est composée de quatre bâtiments de trois niveaux surmontés d'un comble. Les locaux sont desservis par une galerie d'arcades au rez-de-chaussée et par des coursives fermées aux étages. Lors de la construction, une seule poterne est prévue pour accéder à la cour et est fermée par une grille. Complétant cet aspect fermé, une longue enceinte entoure l'emprise militaire, qui comporte, en sus de la caserne, un large terrain d'entrainement et un espace réservé aux lavandières du régiment. 
Cette immense caserne servait au logement des soldats dans trois des quatre bâtiments. Ceux-ci dormaient en chambrées de 48 personnes, ce qui faisait un total de 700 militaires. Le même nombre pouvait être accueilli sous les combles en cas de besoin. Le quatrième bâtiment servait au logement des officiers et aux magasins de l'armée.

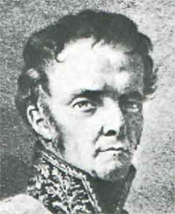
Philibert Curial.

En 1815, la Savoie redevient sarde. La caserne est complétée par la construction d'un quartier de cavalerie composé d'un bâtiment de deux niveaux pour accueillir les chambrées et les écuries, ainsi qu'un manège. 
Lors de l'Annexion de la Savoie à la France (1860), la caserne sarde passe aux mains de l'armée française. Progressivement, les troupes militaires occupent tout le faubourg Montmélian. 
Pendant la Seconde Guerre mondiale, une partie de la garnison allemande s'y est installée, ainsi que des prisons.
La présence militaire en ces lieux dura jusqu'en 1975, puis la ville de Chambéry en devint la propriétaire. Très délabré, le Carré Curial fut réhabilité à partir de 1980 afin d'y constituer un vaste centre à la fois administratif, commercial et culturel inauguré en 1993. Le nom de cet espace culturel provient de celui d'un général savoyard qui s'illustra lors des guerres napoléoniennes. Philibert Jean-Baptiste Curial fut général de division, baron et comte d'Empire.

## Description

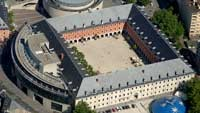
Vue aérienne du Carré Curial et de la médiathèque de Chambéry.

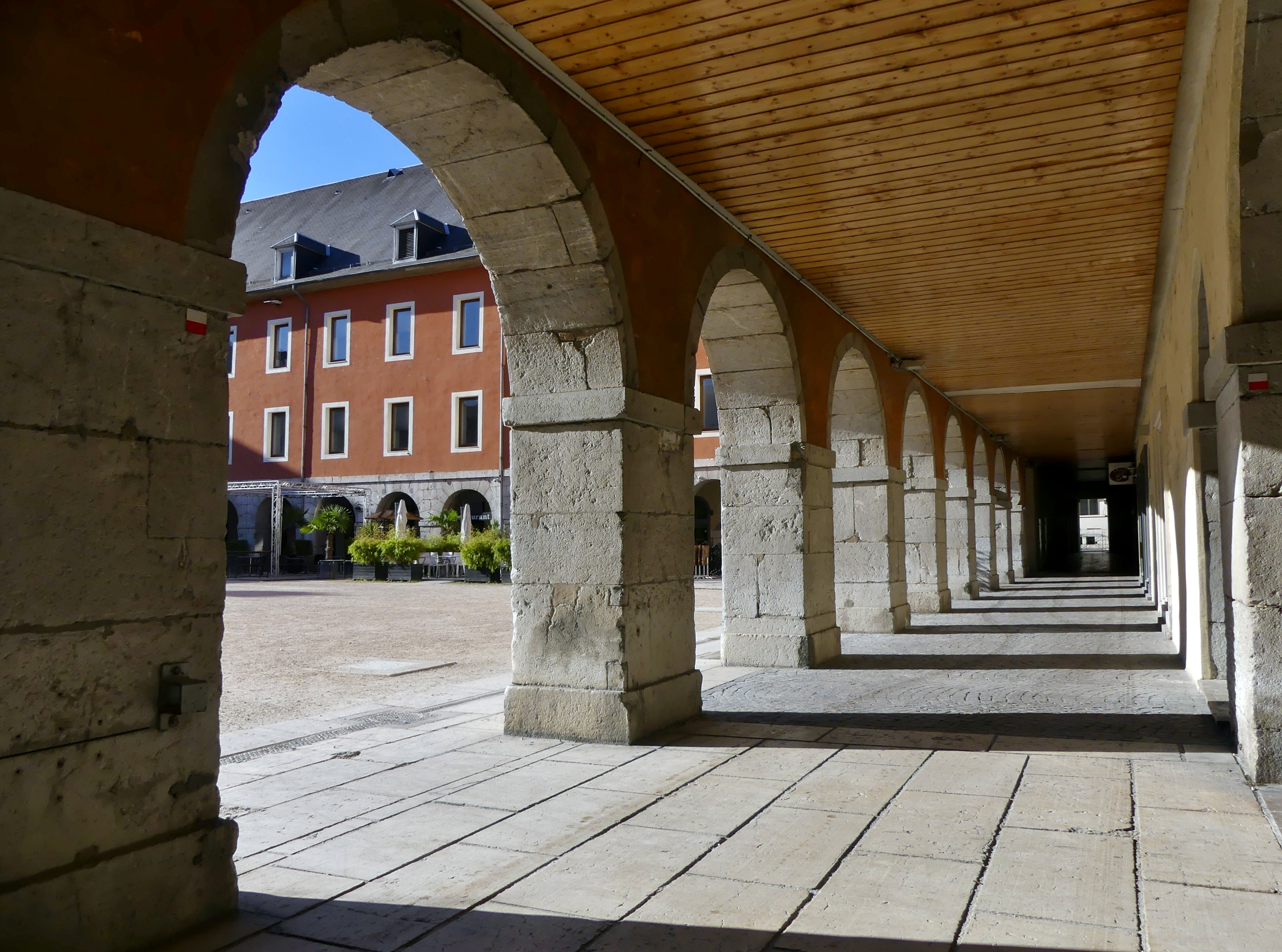
La galerie de l’entrée du Carré Curial.

Les bâtiments anciens, ceux de l'ancienne caserne, prennent la forme d'un quadrilatère dont chaque côté mesure environ 100 mètres comprenant deux étages et des combles aménagés. Ceux-ci reprennent le plan des Invalides. On trouve en son centre une cour bordée de nombreux portiques en péristyle, permettant l'accès à de nombreuses activités commerciales et administratives diverses qui s'y sont installées (restaurants, galerie d'art, certains services du Conseil Général de la Savoie, bureau de Poste, Inspection du Travail ou comme l'éditeur de poésie Comp'Act jusqu'en 2007).
Sur un des côtés, il fut adjoint la Maison de la Culture André Malraux imaginée par l'architecte tessinois Mario Botta et sur un autre la Médiathèque Jean-Jacques Rousseau projet de Aurelio Galfetti et la Galerie Eurêka, Centre de Culture Scientifique et Technique.

## Manifestations culturelles et festivités
Liste non exhaustive, classée par mois, des principales manifestations culturelles et des festivités de la ville de Chambéry :
- Février/Mars : Festival Les Nuits de la Roulotte (Pluridisciplinaire autour des Cultures nomades et du monde)
- Juin : festival Cir'cule, festival Lafi-Bala (bisannuel).
- Novembre : Village des sciences (dans le cadre de la Fête de la science), Festival International des Métiers de Montagne.

Les nombreux bars et boîtes de nuit qui se trouvent à la fois autour et dans le Carré Curial en ont fait le centre des noctambules chambériens. D'où une certaine agitation nocturne et alcoolisée régulière.